# Colorado and Wyoming Railway
Fondé en 1899, le Colorado and Wyoming Railway (C&W) est une filiale de l'Oregon Steel Mills. Il transporte du charbon, du minerai, et des produits de la métallurgie sur environ 8 km de voie entre l'Oregon Steel Mills situé à Pueblo et ses connexions avec l'Union Pacific Railroad et le BNSF Railway. 
Il fit partie des chemins de fer américains de classe I.